# Congochromis dimidiatus
Congochromis dimidiatus är en fiskart som först beskrevs av Pellegrin, 1900.  Congochromis dimidiatus ingår i släktet Congochromis och familjen Cichlidae. IUCN kategoriserar arten globalt som livskraftig. Inga underarter finns listade i Catalogue of Life.